# Ascensore
Un ascensore (da non confondere col montacarichi che si tratta di una  macchina il cui uso sia invece destinato al sollevamento di merci e oggetti) è un apparecchio di sollevamento in grado di sollevare persone da un piano all'altro di un edificio o da livelli diversi di una costruzione o di una struttura. Esistono poi gli ascensori pubblici, un mezzo di trasporto ettometrico, ossia a breve distanza.
È solitamente costituito da una cabina che contiene i passeggeri e che viene sollevata da un motore elettrico che agisce su funi alle quali la cabina è agganciata; alcuni ascensori sono azionati da pistoni telescopici che sollevano e fanno discendere l'abitacolo.

## Storia

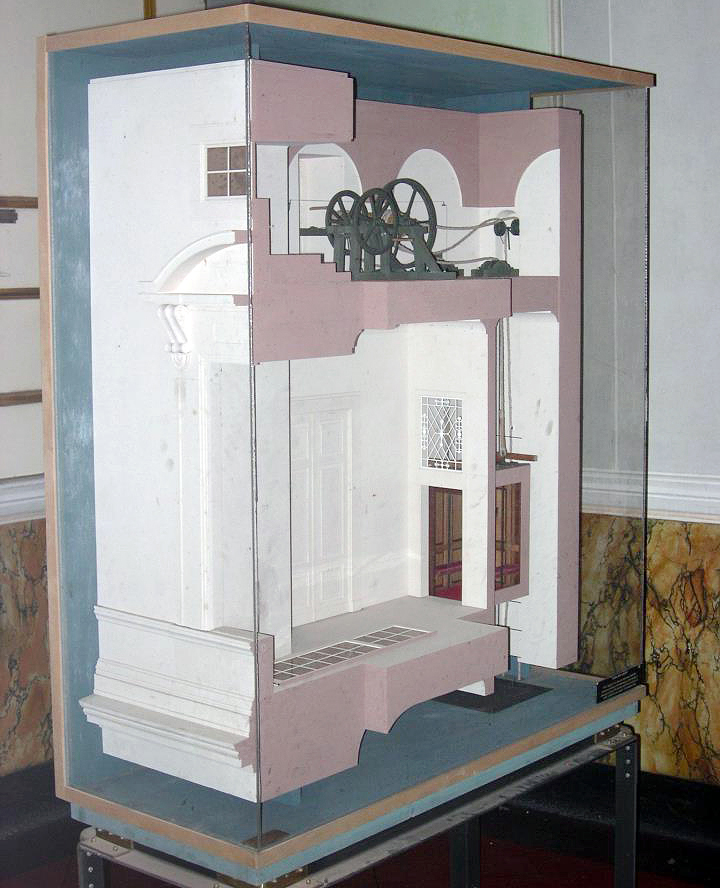
Modellino in scala del sistema meccanico della "sedia volante" nella Reggia di Caserta

Già Vitruvio riporta come Archimede di Siracusa avesse costruito degli ascensori, mentre altri esempi di dispositivi destinati al trasporto verticale di persone all'interno degli edifici compaiono nella Spagna al tempo della conquista islamica della penisola iberica.
Nel XVIII secolo fu realizzata alla reggia di Versailles una sedia volante, una sorta di antenato dell'ascensore.
Tale soluzione fu riproposta per la Reggia di Caserta dall'architetto Luigi Vanvitelli. Altre forme di ascensore apparvero nei palazzi nobiliari europei (in particolare nel 1793 al palazzo d'Inverno di San Pietroburgo) e nelle miniere e nei porti britannici, nei primi decenni del XIX secolo, essi furono i primi ascensori a far uso di motori a vapore.

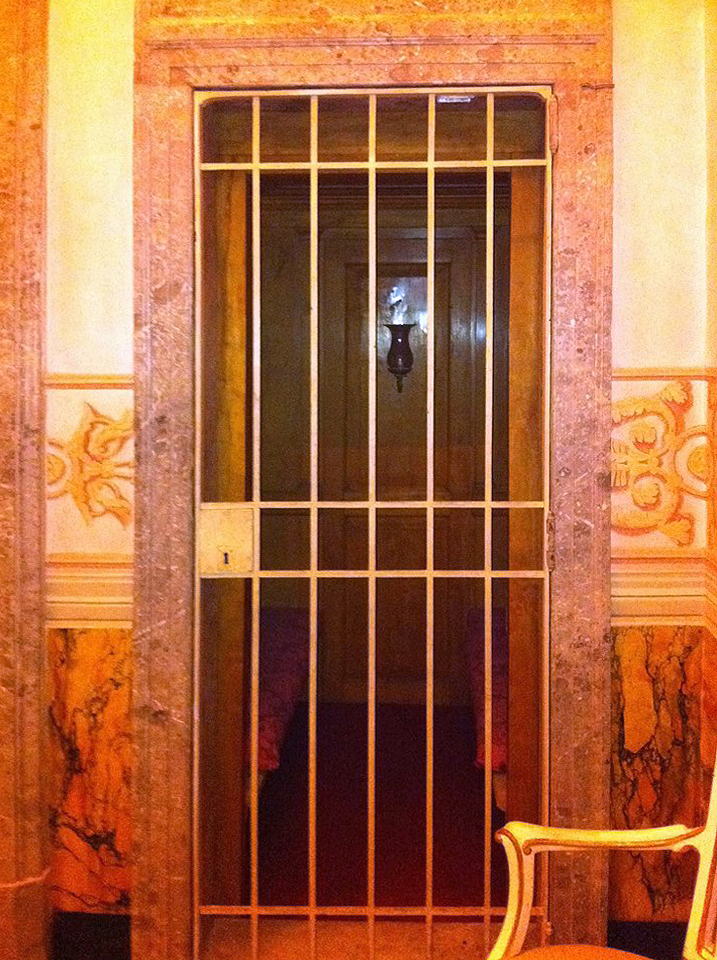
La "sedia volante" alla Reggia di Caserta

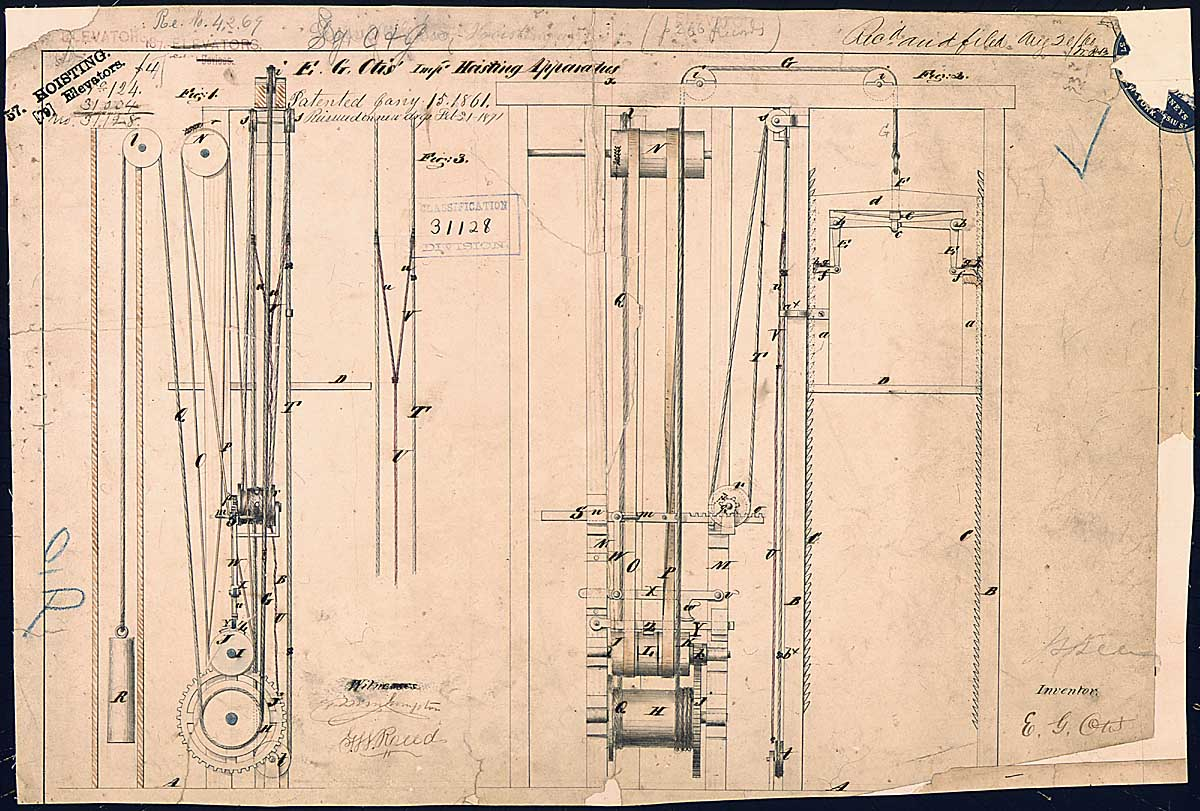
Il brevetto Otis del 1861

Lo sviluppo ebbe un forte impulso negli impianti di attività estrattiva mineraria: sono dell'inizio del XIX secolo i primi studi per dotare quei primitivi apparecchi di un motore a vapore che sostituisse l'energia umana. Il primo brevetto di un sistema di sicurezza fu dell'inventore statunitense, Elisha Otis, che nel 1853 depositò il brevetto di un sistema di sicurezza paracadute, destinato ad impedire la caduta violenta della cabina in caso di guasti o rotture ai cavi.

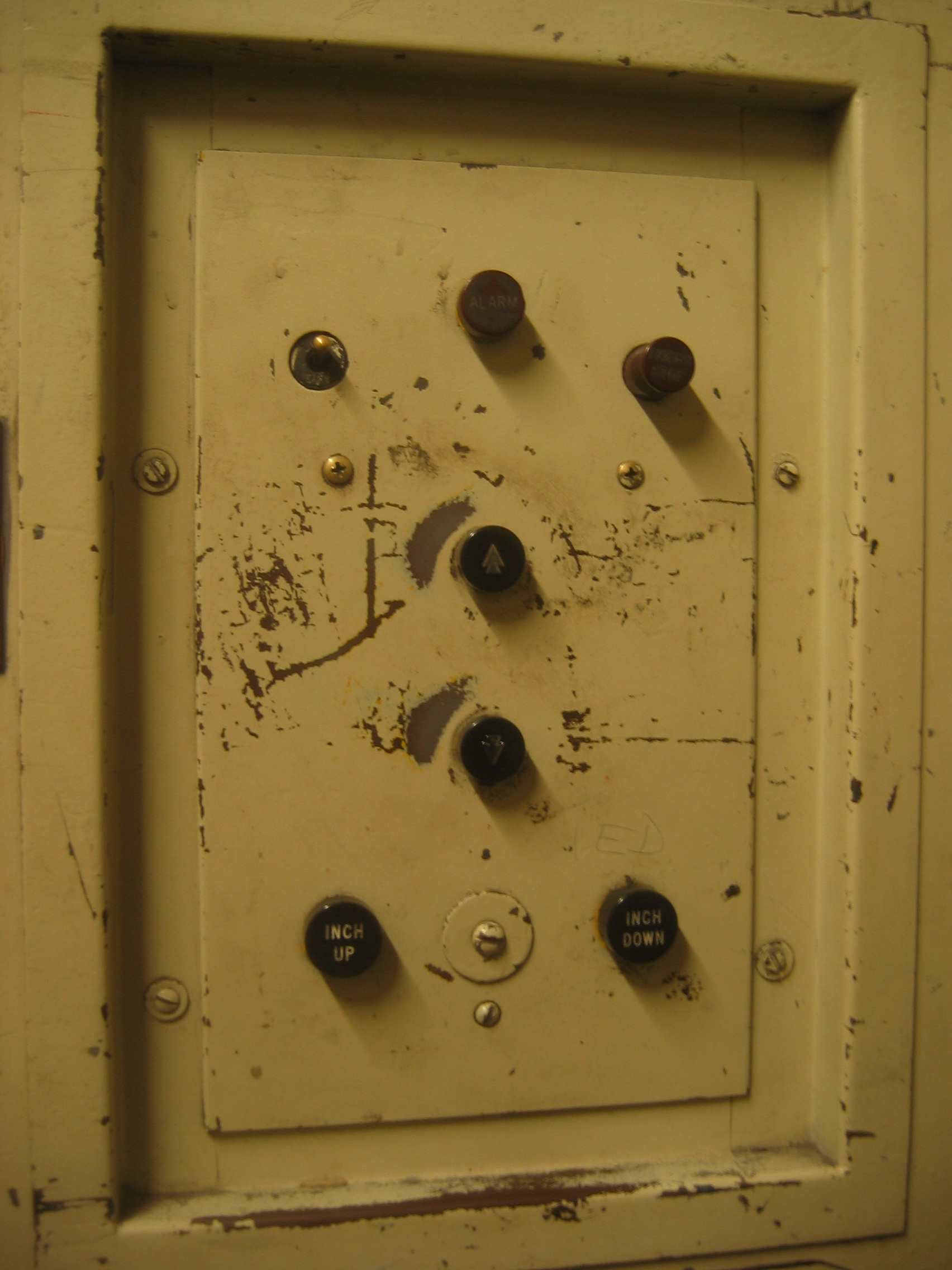
Un vecchio pannello di comando

La prima applicazione pratica si ebbe nel 1857 a New York, mentre in Italia il primo ascensore per il trasporto di persone fu costruito dalle officine meccaniche Stigler per l'albergo Costanzi a Roma nel 1870. Nel corso dello stesso secolo si iniziò anche a trattare del problema della sicurezza: i primi esempi si hanno nel 1854 dall’ingegnere Otis; si trattava di un freno che si azionava all'assenza di tensione del cavo di sollevamento (un suo troncamento). Negli anni successivi, altri famosi ingegneri lo perfezionarono con l'adozione di circuiti idraulici e con l'invenzione dell'ascensore elettrico, fatta risalire al 1880 in Germania da parte di Werner von Siemens.
Una delle prime spettacolari applicazioni della nuova invenzione è quella vista nel 1889 in Francia in occasione della presentazione della Tour Eiffel a Parigi. Durante il pontificato di Pio X, nel 1902, furono installati sotto la direzione dell'ingegnere Federico Zoléo i primi ascensori Vaticani prodotti dalla svizzera Schindler, mentre nel 1904 venne installato presso Palazzo Barberini a Roma il primo ascensore elettrico italiano.
Le tappe più importanti nell'evoluzione dell'ascensore possono essere considerate quelle dell'abolizione del manovratore, datata 1924, e successivamente l'introduzione delle porte ad apertura automatica al posto di quelle manuali. A partire dalla seconda metà del XX secolo le ultime significative evoluzioni sono state:
- la regolazione elettronica della velocità: oltre a rendere estremamente dolci le fasi di avvio e fermata della cabina, permettono l'arresto della stessa esattamente in corrispondenza del piano; questa è inoltre una condizione necessaria al soddisfacimento delle ultime norme in materia di sicurezza (fra le maggiori cause di incidente si registrano proprio gli inciampi sugli scalini che si creano fra piano e cabina), e precisamente il raggiungimento di adeguata precisione di fermata e di livellazione al piano, come richiesto dalla norma per l'accessibilità degli ascensori anche ai disabili EN 81-70;
- La diffusione di porte di piano certificate parafiamma, secondo la normativa Europea EN81-58;
- l'eliminazione del "vano o locale macchina" mediante lo spostamento di motore, argano e apparecchiature di comando - realizzati in forma molto compatta - all'interno del vano di corsa allo scopo di risparmiare spazio all'interno dell'edificio (questo tipo di ascensore è conosciuto con l'acronimo MRL dall'inglese machine-room less);
- la riduzione degli spazi verticali di sicurezza nel vano ascensore, in alto e/o in basso, in modo da ridurre gli ingombri verticali dell'ascensore nell'edificio, specie se preesistente.

Le evoluzioni maggiori hanno riguardato soprattutto la sicurezza, con l'introduzione dei limitatori di velocità, che nel caso l'ascensore superi una velocità preimpostata, attivano i paracadute fermando la caduta della cabina . La recente introduzione della normativa EN81-20/50 prevede anche che gli ascensori di nuova installazione siano in grado di rilevare un movimento verso il basso o verso l'alto quando l'ascensore è al piano con le porte aperte; anche in questo caso si attivano i paracadute e la cabina si ferma. Vengono inoltre studiati anche metodi per attutire il più possibile i rischi derivati da una caduta, come la corretta postura da assumere in caso di caduta libera dell'ascensore: secondo l'esperto Eliot H. Frank del Centro di Ingegneria Biomedica del Massachusetts Institute of Technology (Mit) di Boston, la soluzione migliore sarebbe quella di sdraiarsi a terra in modo da distribuire meglio la forza su tutto il corpo e ridurre il più possibile le lesioni.

## Descrizione e caratteristiche
Gli ascensori contemporanei si dividono in due grandi categorie: oleodinamici ed elettrici. L'ascensore elettrico contemporaneo è composto principalmente dai seguenti elementi:
1. Macchinario di sollevamento (detto anche argano)
2. Cabina passeggeri
3. Contrappeso (che ha funzioni anche di bilanciamento con conseguente riduzione della potenza elettrica impegnata e dei consumi energetici)
4. Funi di trazione
5. Quadro elettrico di manovra
6. Dispositivi di sicurezza (come limitatore di velocità, e paracadute).

L'ascensore oleodinamico moderno è composto principalmente dai seguenti elementi:
1. Centralina idraulica
2. Cilindro e pistone
3. Cabina passeggeri
4. Quadro elettrico di manovra
5. Dispositivi di sicurezza comprendenti: Paracadute, Valvola di blocco.

Può inoltre comprendere anche:
1. Funi di taglia

I due azionamenti si differenziano nel modo con cui viene imposto il movimento. Con un ascensore elettrico è il macchinario di sollevamento che trasmette il movimento alle funi che reggono la cabina per mezzo dell'attrito sulla puleggia di frizione; il motore elettrico funziona in entrambe le direzioni di marcia: salita e discesa.
Con un ascensore oleodinamico è la centralina idraulica che fornisce l'energia ad un fluido a mezzo di una pompa di tipo volumetrico e di una serie di valvole  (generalmente un olio con speciali additivi) che muove a sua volta il pistone permettendogli di fuoriuscire dal cilindro; in questo caso il motore elettrico funziona quando la cabina va in salita poiché in discesa è la forza di gravità a muoverla. Un particolare e curioso tipo di ascensore a funzionamento continuo è il paternoster.

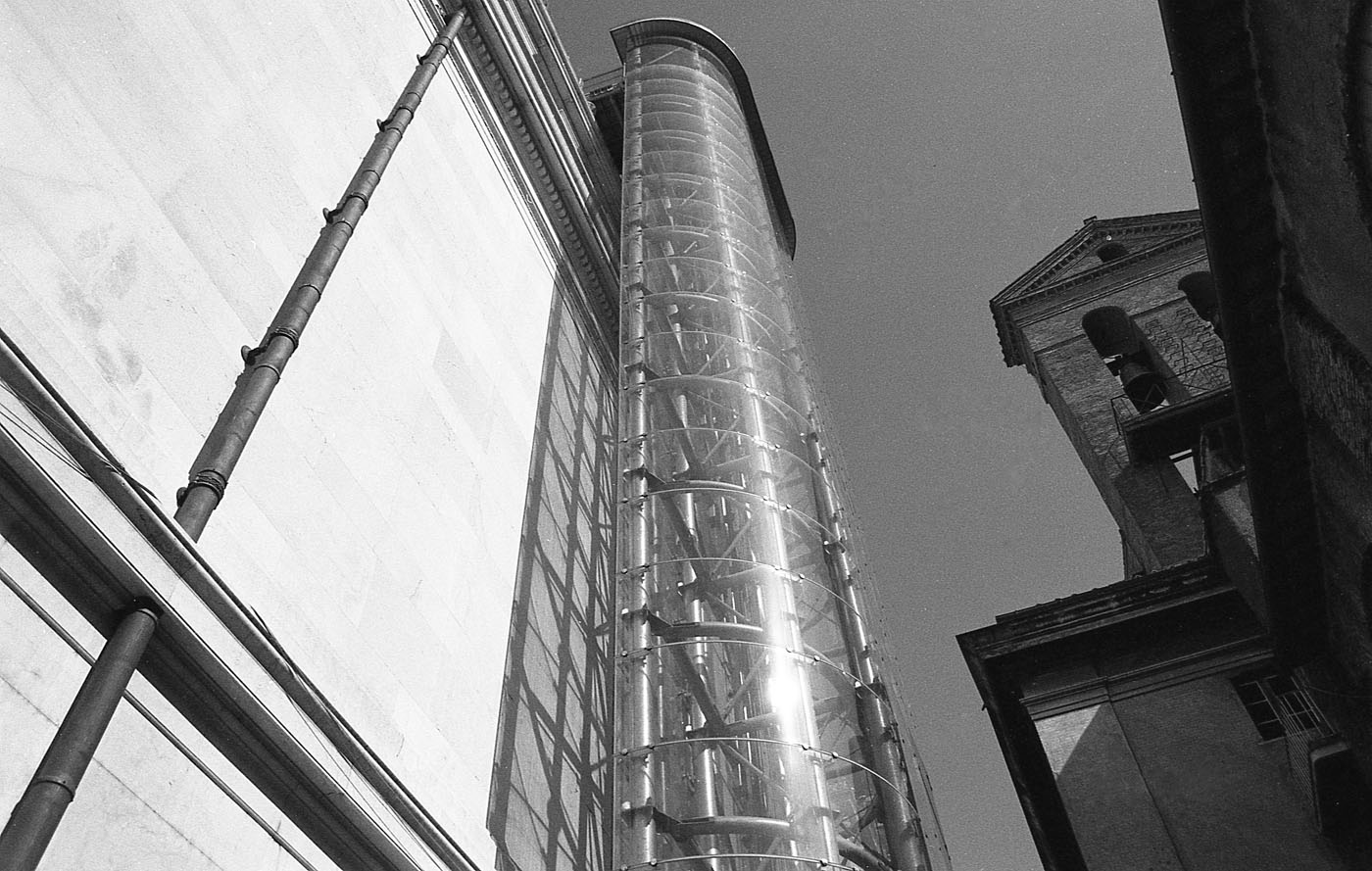
Ascensore al Vittoriano Roma 2009

## Tipologie

### Ascensori inclinati

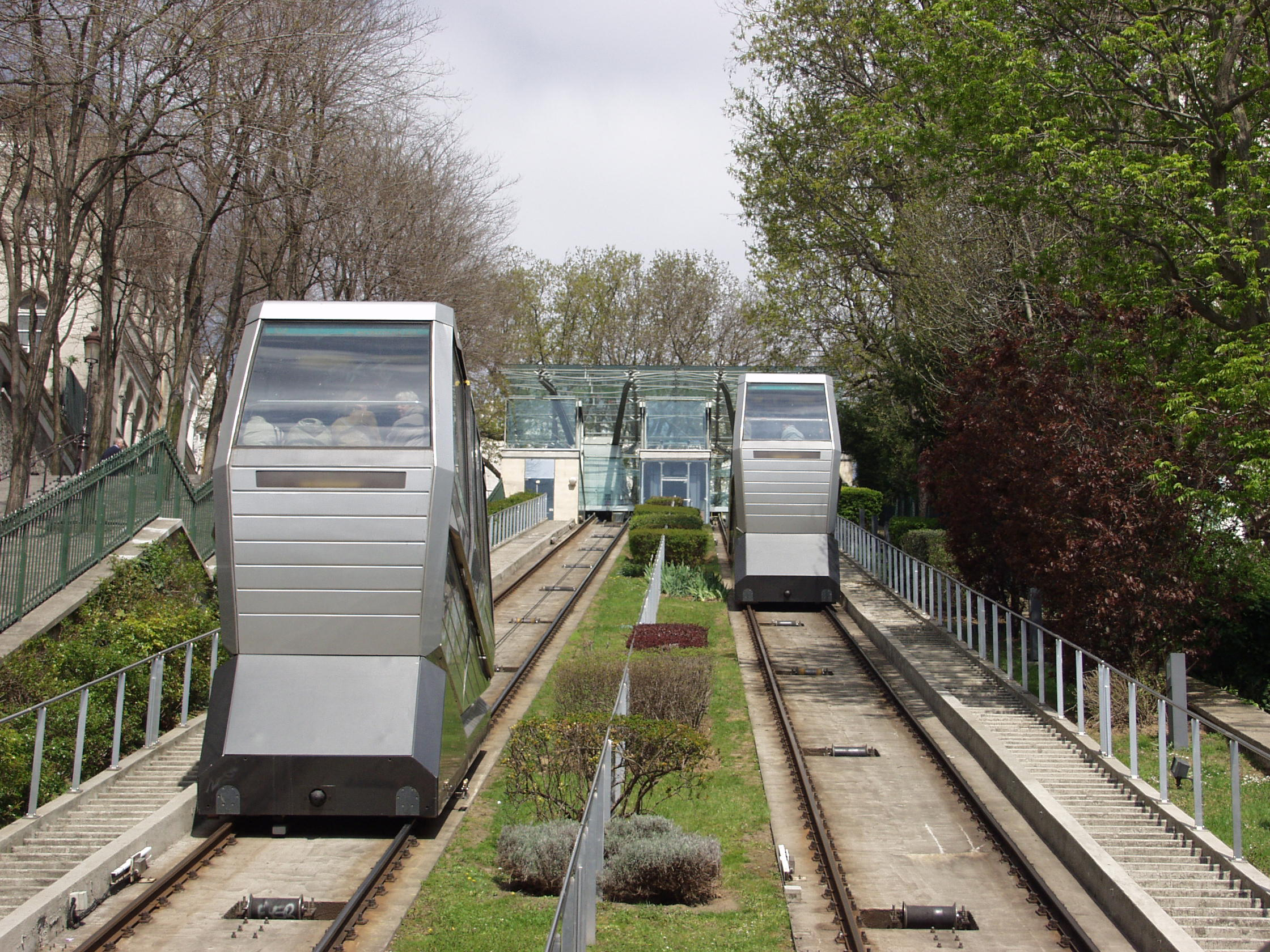
Ascensore inclinato di Montmartre

Gli ascensori inclinati sono ascensori che trasportano persone (nel caso di trasporto di merci vengono definiti piani inclinati) percorrendo un percorso non verticale ma appunto inclinato. Possono essere adibiti sia per il servizio pubblico (per collegare due zone di una città) sia per il servizio privato (all'interno di edifici o giardini). Se adibiti al trasporto pubblico sono definiti sistemi ettometrici.
Negli ascensori inclinati è presente l'impianto di sollevamento per mezzo di una fune traente come negli ascensori verticali.
Gli ascensori inclinati mantengono la traiettoria costante per mezzo di vie di guida realizzate o in travi d'acciaio o utilizzando rotaie ferroviarie.

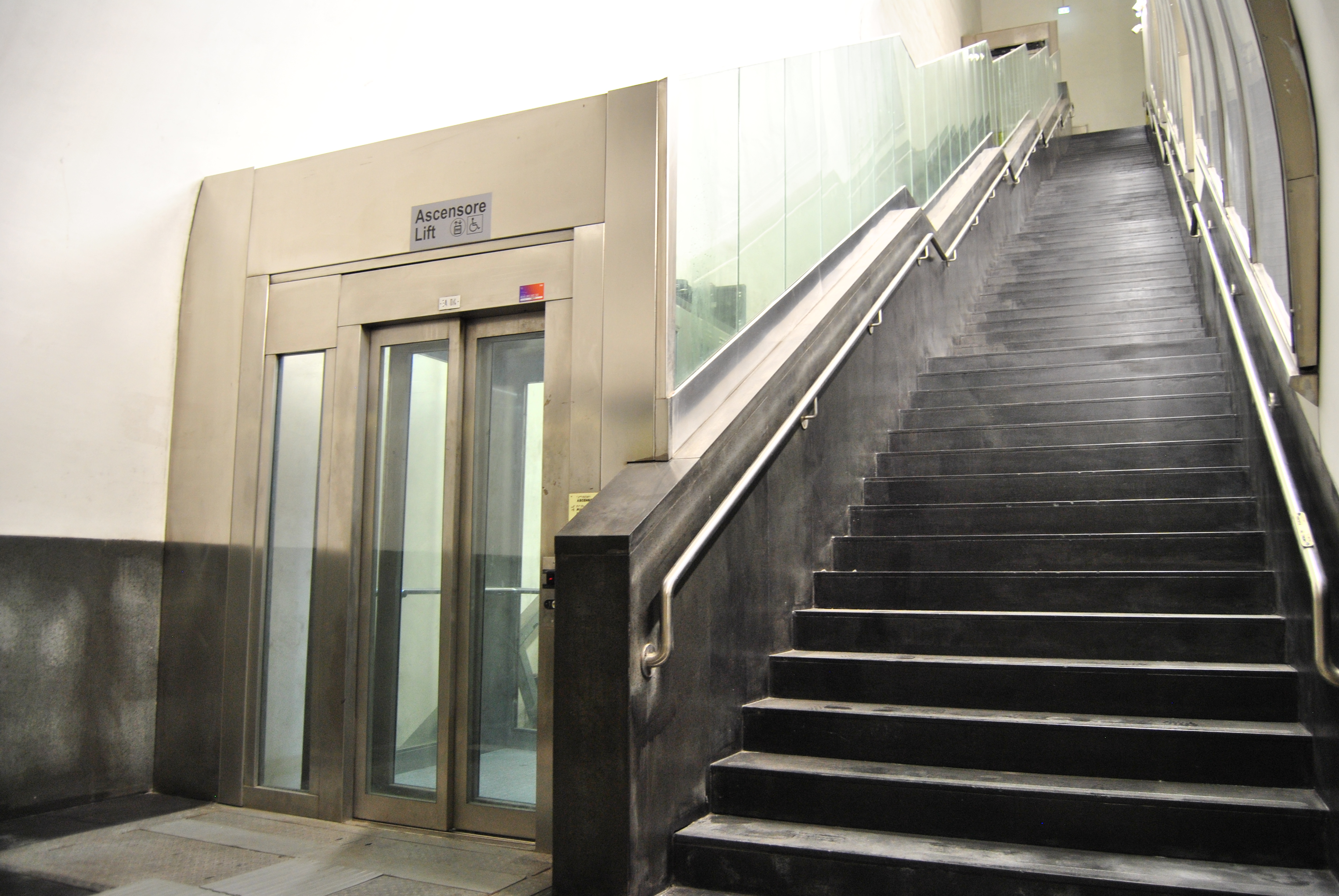
Ascensore inclinato nella stazione Mergellina della metropolitana di Napoli

L'inclinazione massima degli ascensori inclinati, rispetto al piano orizzontale, è pari a 75°. Oltre 75° sono considerati ascensori verticali.
Rispetto alle funicolari gli ascensori inclinati affrontano una maggiore pendenza. Inoltre mentre le funicolari sono dotate di sistemi di trazione per "trascinamento" gli ascensori inclinati sono dotati di sistemi di sollevamento.
Da un punto di vista legale, la principale differenza tra la forma di ascensore e la forma funicolare dell'ascensore inclinato risiede nella direttiva o nel regolamento applicabile:
Un ascensore con pista inclinata (noto anche come piano inclinato) è soggetto alla Direttiva Ascensori del Parlamento europeo e del Consiglio del 26 febbraio 2014 per il ravvicinamento delle legislazioni degli Stati membri relative agli ascensori. Questa direttiva si applica agli ascensori che servono permanentemente edifici e strutture e sono destinati a) al trasporto di persone; b) al trasporto di persone e merci; c) solo al trasporto di merci, a condizione che il vettore sia accessibile, ossia che una persona possa entrare nel vettore senza difficoltà, e che abbia dispositivi di controllo situati all'interno del vettore o a portata di mano di una persona all'interno del vettore.
Una funicolare è soggetta al Regolamento (UE) 2016/424 del Parlamento europeo e del Consiglio del 9 marzo 2016 sugli impianti a fune. Secondo la definizione di questo regolamento, un “impianto a fune” è: un sistema completo, costituito da infrastrutture e sottosistemi, installato a destinazione, progettato, costruito, assemblato e messo in servizio per il trasporto di persone, dove il trasporto è assicurato da funi che scorrono lungo il binario.
Spesso è difficile per gli utenti capire se stanno viaggiando legalmente in un ascensore inclinato o in una funicolare. Sia gli ascensori inclinati che le funicolari possono funzionare sia in edifici chiusi che su terreni aperti. Sia la direttiva sugli ascensori che l'ordinanza sulle funivie consentono il trasporto pubblico di passeggeri.

### Ascensori pubblici
Gli ascensori pubblici sono ascensori adibiti al trasporto pubblico di persone in città dalla particolare orografia.  Fanno parte della categoria dei sistemi ettometrici.
In Italia sono attivi ascensori pubblici ad Acri, Amalfi, Ancona, Anghiari, Biella, Cagliari, Camerino, Feltre, Genova, Gubbio, Imperia, La Spezia, Lerici, Macerata, Monteprandone, Napoli, Orvieto, Perugia, Perca, Pisticci, Potenza, Ragusa,  Roma, Salerno, Todi e Urbino.
Negli altri Stati del mondo si trovano nelle seguenti città:
- Elevador da Boca do Vento ad Almada, Portogallo
- Santa Justa a Lisbona, Portogallo
- Elevador do Mercado a Coimbra, Portogallo
- Elevador da Ribeira a Porto, Portogallo
- Asansör a Smirne, Turchia
- Ascensores de Valparaíso
- Bad Schandau Elevator a Bad Schandau, Germania
- East Hill Cliff Railway, Hastings, UK
- Hammetschwand Elevator a Bürgenstock, Svizzera
- Katarina Elevator a Stoccolma, Svezia
- Oregon City Municipal Elevator in Oregon City, USA
- Elevador Lacerda a Salvador, Brasile
- Shanklin Cliff Lift in Shanklin, Isle of Wight
- Skyway a Nagasaki, Giappone
- Bellavista a Catanzaro, Calabria, Italia

## Nel mondo

### Unione Europea
L'Unione europea ha emanato alcune disposizioni per gli Stati membri: si ricordano la direttiva del Consiglio 95/16/CE e la direttiva dell'Unione Europea 2006/42/CE (direttiva macchine).

### Italia
La prima normativa in tema per l'utilizzo privato fu la legge 24 ottobre 1942, n. 1415, ed il relativo regolamento di attuazione di cui al  D.P.R. 24 dicembre 1951, n. 1767, in seguito alla direttiva della predetta normativa venne sostituita prima dal D.P.R. 29 maggio 1963, n. 1497 e successivamente dal D.P.R. 30 aprile 1999, n. 162, emanata in attuazione della direttiva europea del 1995. Ai sensi della legge sono definiti anche elevatori, mentre se trasporta solamente materiali, senza che vi sia la possibilità di accompagnamento umano, è definito montacarichi, e soggetto alle disposizioni della direttiva macchine.
L'Italia è uno dei paesi con il maggior numero di ascensori al mondo, dopo Cina e Spagna – nel 2021 secondo il report statistico di ELA (European Lift Association) sono in funzione 992.000 impianti – e se ne installano ogni anno 10000 nuovi.
In Italia gli impianti esistenti devono essere verificati ogni 2 anni (oppure ogni qual volta ci sia una rimessa in servizio a seguito di modifiche rilevanti, trasformazioni, incidenti ecc.) da un ingegnere abilitato ed iscritto all'Albo facente capo ad un ente notificato che ha ottenuto l'autorizzazione ministeriale.